# Pentagonia brachyotis
Pentagonia brachyotis là một loài thực vật có hoa trong họ Thiến thảo. Loài này được (Standl.) Standl. mô tả khoa học đầu tiên năm 1927.